# Trachyopella artivena
Trachyopella artivena är en tvåvingeart som beskrevs av Rohacek och Marshall 1986. Trachyopella artivena ingår i släktet Trachyopella och familjen hoppflugor.
Artens utbredningsområde är Nordkorea. Inga underarter finns listade i Catalogue of Life.